# José Gregorio Trejos Gutiérrez
José Gregorio Trejos Gutiérrez (Heredia, 25 de mayo de 1830 - 23 de marzo de 1903) fue un político y abogado costarricense.

## Biografía
Nació en Heredia, el 25 de mayo de 1830. Fue hijo de Raimundo Trejos y Bogantes y Ramona Gutiérrez. Se graduó de Bachiller en la Universidad de Santo Tomás en 1848 y de licenciado en Leyes en 1860.
Fue Juez de Primera Instancia en Heredia de 1855 a 1864 y Magistrado de la Corte Suprema de Justicia de Costa Rica de 1864 a 1868.
El 5 de mayo de 1868 el Congreso lo designó como Regente de la Corte Suprema de Justicia, para el período 1868-1870 y al día siguiente fue juramentado. El golpe militar del 1 de noviembre de 1868 dejó a la Corte funcionando, aunque poco después hubo algunos cambios en su integración.
Durante la Regencia de José Gregorio Trejos Gutiérrez, los integrantes de la Corte fueron:
Magistrados: 
- José Antonio Pinto (no aceptó).
- Manuel Argüello Mora (elegido el 6 de mayo de 1866 y separado del cargo el 13 de diciembre de 1868).
- José Antonio Pinto (nombrado el 13 de diciembre de 1868).
- Eusebio Figueroa Oreamuno (separado del cargo por haber sido nombrado Secretario de Estado el 2 de noviembre de 1868).
- Ramón Carranza Ramírez (nombrado el 2 de noviembre de 1868).
- Vicente Sáenz Llorente
- Antonio Álvarez Hurtado (separado del cargo el 13 de diciembre de 1868).
- Ramón Loría Vega (nombrado el 13 de diciembre de 1868).
- Salvador Jiménez Blanco

Fiscal - Juan José Ulloa
Conjueces legos:
- Juan Bautista Bonilla Nava
- Alejo Jiménez
- José Alvarado
- Jerónimo Esquivel
- Rafael Araya
- Joaquín Alvarado

José Gregorio Trejos Gutiérrez cesó en las funciones de Regente de la Corte el 7 de mayo de 1869 y con él los demás integrantes del alto tribunal, por haber sido ya elegidos nuevos Magistrados de conformidad con la Constitución de 1869. Como nuevo Regente fue designado Juan José Ulloa.
Fue también Rector interino de la Universidad de Santo Tomás en 1868, gobernador de la provincia de Heredia, Presidente de la Convención Nacional Constituyente de 1870 y miembro de la Asamblea Constituyente de 1880, Juez de Primera Instancia de Heredia de 1882 a 1885 y de Cartago de 1885 a 1890 y nuevamente Magistrado de la Corte Suprema de Justicia. En 1893 fue candidato a la presidencia de la República por el Partido Unión Católica para el período 1894-1898 y aunque los resultados de los comicios de primer grado lo favorecieron, el gobierno del Presidente José Rodríguez Zeledón lo encarceló e impidió su elección. De 1902 hasta su muerte fue nuevamente Gobernador de Heredia.

## Fallecimiento
Falleció en Heredia, el 23 de mayo de 1903 a los 72 años de edad.